# Фалкън Хеви
Фалкън Хеви (на английски: Falcon Heavy), преди известна като Фалкън 9 Хеви, е тежкотоварна ракета-носител за многократно ползване, която се разработва от компанията SpaceX. Фалкън Хеви, както се подразбира от името, попада в свръх тежката категория ракети-носители, като към момента на първия ѝ полет през 2013 година ще бъде четвъртата най-мощна ракета, летяла някога само след Сатурн V, Енергия и Н-1. Освен това, когато влезе в употреба, Фалкън Хеви ще бъде най-мощната активна ракета до дебюта на Space Launch System през 2017 година.

## Дизайн
Фалкън Хеви се състои от една стандартна ракета Фалкън-9, към която са прикрепени още две първи степени от Фалкън-9, които играят ролята на спомагателни бустери. Дизайнът на Фалкън Хеви е аналогичен на този на Делта IV Хеви, Атлас V Хеви и вариантите 3, 5 и 7 на Ангара. Фалкън Хеви е проектирана така, че да може да извежда до 53 тона полезен товар в ниска околоземна орбита. Ракетата е проектирана така, че да отговаря на всички известни изисквания за пилотирани полети и освен това конструкцията ѝ може да издържи 40% по-големи натоварвания от нормалните, което е с 25% повече от средното за останалите ракети.
Фалкън Хеви ще бъде първата ракета в историята, чийто първа степен изразходва гориво от спомагателните бустери преди те да се отделят, което повишава ефективността ѝ все едно, че е тристепенна ракета. Цената на килограм до орбита при Фалкън Хеви първоначално се очертава между $1500-$2400, но се очаква да падне до под $1000 при започване на серийното производство. При останалите системи цената варира между $4000 и $20 000. От SpaceX се надяват годишно да изстрелват по 10 Фалкън Хеви и 10 Фалкън-9.

## Полети
| Полет № | Дата & Час (GMT)      | Товар                   | Клиент          | Резултат | Бележки                                                                       |
| ------- | --------------------- | ----------------------- | --------------- | -------- | ----------------------------------------------------------------------------- |
| 1       | 2016                  | Демонстрационен полет 1 | SpaceX          |          | Очаква се ракетата да бъде доставена във ВВС база Ванденберг към края на 2012 |
|         | Края на 2016 или 2017 | Още не е обявен         | Още не е обявен |          | Първи полет от ВВС база Кейп Каневерал                                        |